# Raymond Dusmenil
Grof Raymond Dusmenil od Lapalette, skraćeno grof od Lapalette, je izmišljeni lik iz stripa Zagor. On je simpatični profesionalni kradljivac gentleman.

## Pustolovine sa Zagorom

### Akt nasilja
Raymond Dusmenil je kombinacija Arsena Lupina i inspektora Clouzota. Posjeduje mnoge sposobnosti (provale, krađe, poznavanje podzemlja) ali se iza maske provalnika ipak skriva dobro srce jer pomaže Zagoru. Raymond Dusmenil je Europljanin: rođen je u Chartresu u dvorcu grofa od Lapalette. Ali nije plemić kao što je to prikazivao drugima kako bi impresionirao svoju publiku i pridobio njihovo povjerenje. Njegov otac i majka bili su sluge u dvorcu. Njegovi roditelji Grognard i Paulette bili su grofovi majordom i guvernanta. Mladi Raymond, marljivo je slušao upute svog oca o pravilima aristokracije dobro je pazio da slijedi stope svojih poštenih roditelja. No, nije se mogao zamisliti u ulozi sluge, tako da u svoje slobodno vrijeme na cesti uče umjetnost džeparenja. Upoznaje se s Arsenom Lupinom Starijim koji ga poučava i nakon njegove smrti kreće u svijet te preuzima prezime i titulu svog gospodara grof od Lapalette.

## Zanimljivosti
- Raymond Dusmenil se pojavljuje: 
  - u epizodi Zagora u izdanju Lunovog Magnus Stripa  21 Akt nasilja.
  - u epizodi Zagora u izdanju Zlatne Serije: 430 Zagonetna formula.
  - u epizodi Zagora u izdanju Slobodne Dalmacije  59 Sotonski Mortimer.